# Mariana Rossi
Mariana Rossi, född den 2 januari 1979 i Vicente López, Argentina, är en argentinsk landhockeyspelare.
Hon tog OS-brons i damernas landhockeyturnering i samband med de olympiska landhockeytävlingarna 2008 i Peking.